# Biscuit Graham

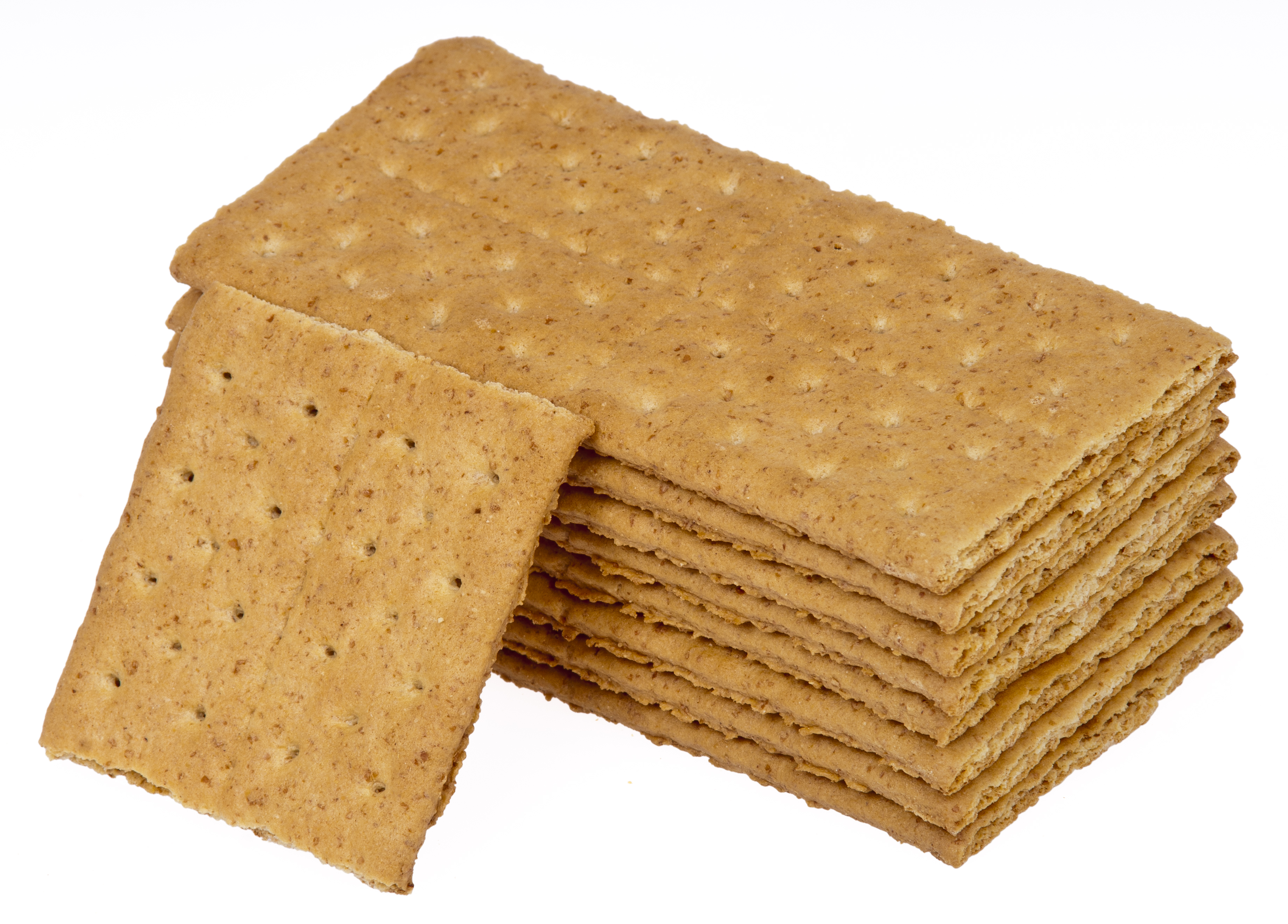
Biscuits Graham.

Le biscuit Graham a été inventé en 1829 par le nutritionniste et hygiéniste américain Sylvester Graham dans le New Jersey. Il était alors fait de farine Graham (une farine entière de blé enrichie de flocons de son moulu). Ces biscuits de type cracker étaient à leur origine non sucrés, mais les biscuits Graham modernes sont toujours sucrés, souvent au miel.

## Histoire
Le biscuit Graham a été conçu à l’origine comme un aliment contribuant à une saine alimentation. Le révérend presbytérien Sylvester Graham recommandait par ailleurs des aliments fades, non épicés et peu gras, comme remède aux « pulsions charnelles » qui éloignaient les hommes du Christ. Ses théories sanitaires influenceront plus tard John Harvey Kellogg, inventeur des corn flakes. Les biscuits Graham devaient ainsi participer à éloigner les jeunes des « périls de la débauche », comme la masturbation.

## Version moderne

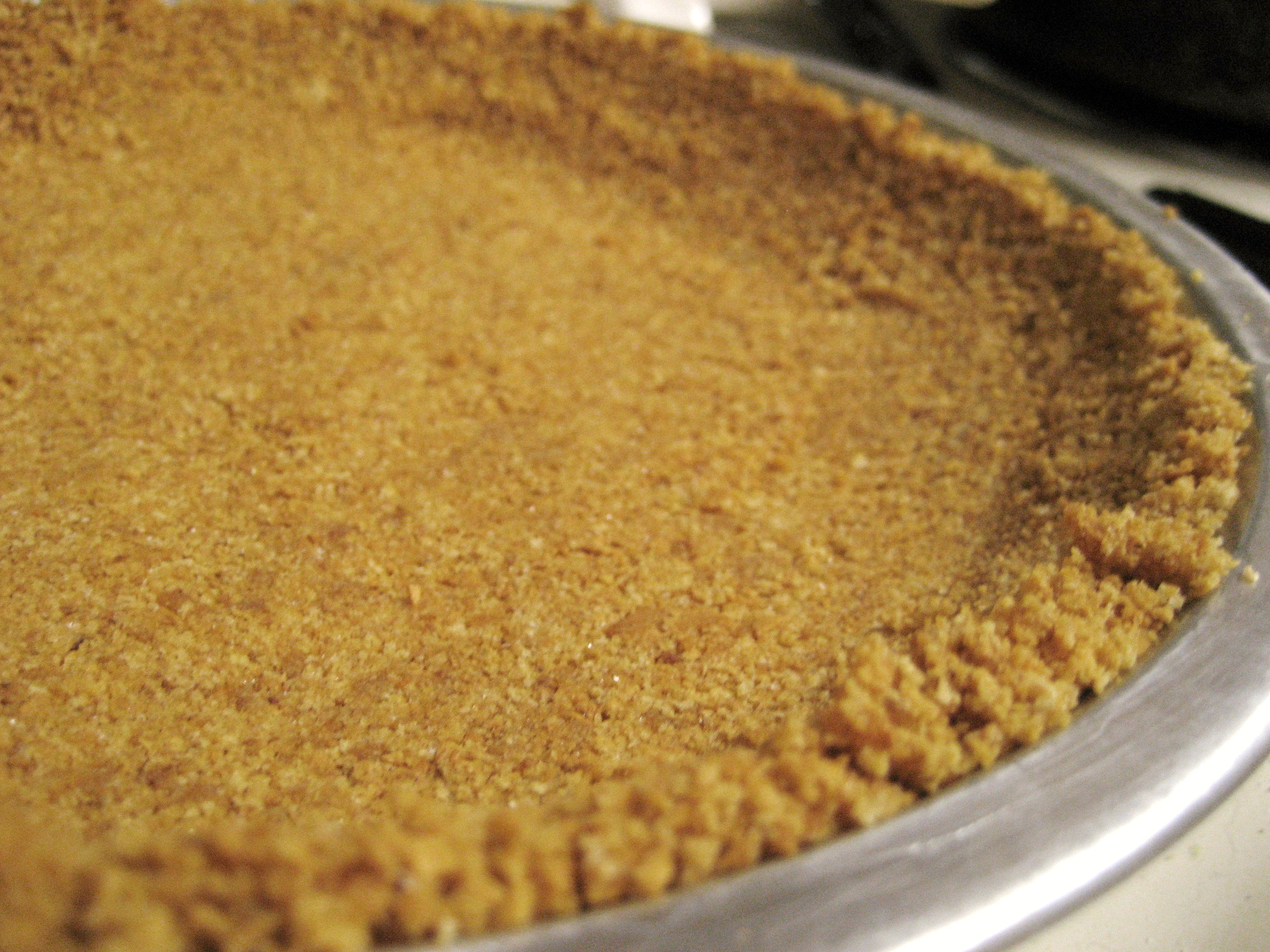
Croûte en biscuits Graham, avant cuisson.

La plupart des biscuits Graham modernes sont principalement faits de farine raffinée et blanchie, une farine dont l’usage était banni par le révérend Graham. Ces biscuits restent aujourd’hui populaires en Amérique du Nord pour accompagner le petit-déjeuner des enfants, mais généralement très sucrés, ils ne peuvent plus être considérés comme participant à une alimentation saine.
Le principal usage des biscuits Graham en cuisine, dans leur version au miel, est la fabrication de la croûte du gâteau au fromage américain, ou cheese-cake.

## S’more

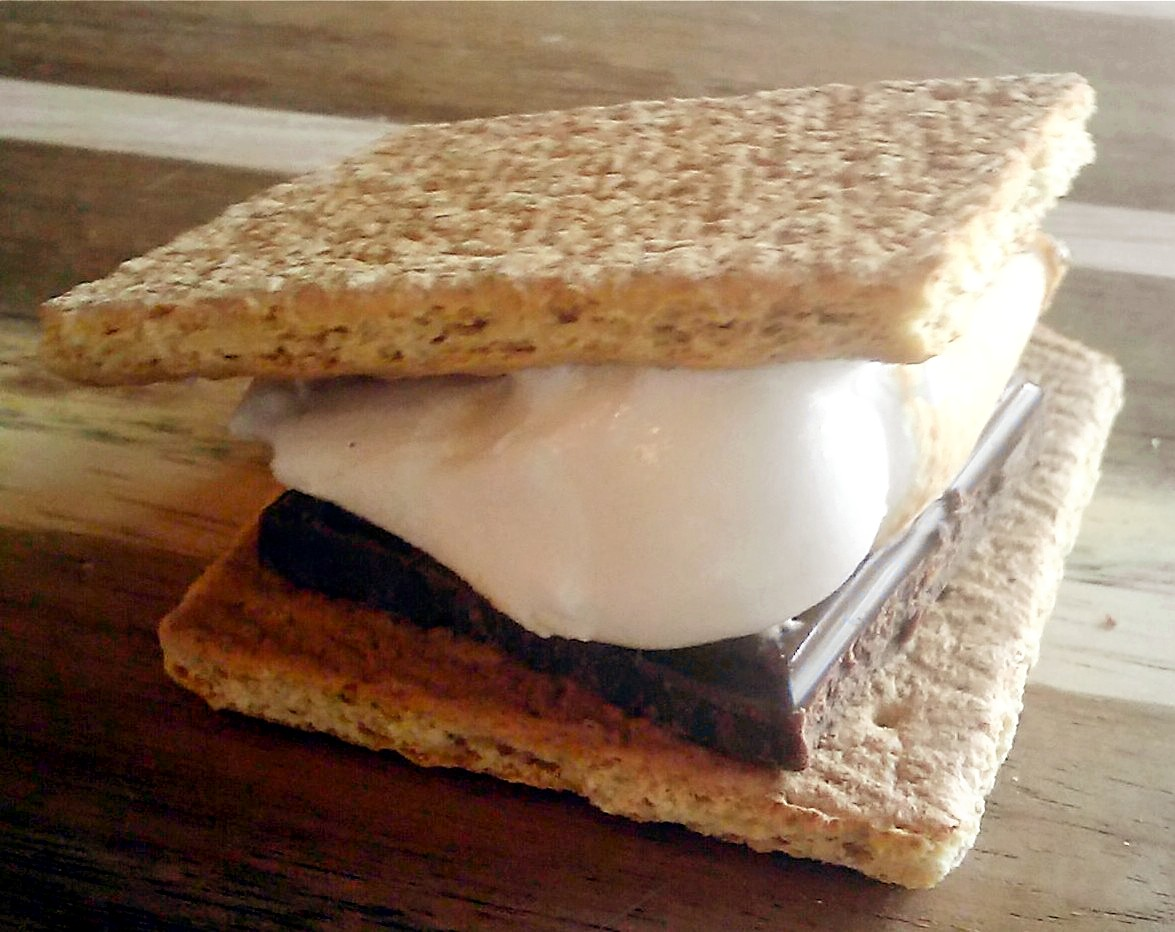
Un s’more.

Le s'more est un dessert populaire en Amérique du Nord, traditionnellement mangé près d'un feu de camp pendant l'été. Il est composé d'une guimauve grillée et de carrés de chocolat au lait entre deux biscuits Graham.